# Matteo Anesi
Matteo Anesi (Trento, 16 agosto 1984) è un pattinatore di velocità su ghiaccio italiano.

## Biografia
È figlio di Sergio e Aita Anesi. Ha due fratelli: Francesco e Cecilia. Il padre è stato membro dell'ISU ed ex vice presidente federale della FISG.
Cresciuto a Baselga di Piné inizia a correre su ghiaccio sin da piccolo, grazie soprattutto alla costruzione dello stadio del ghiaccio di Piné.
Le sue discipline del pattinaggio di velocità sono 1500 m, 5000 m e inseguimento a squadre. In quest'ultima specialità vanta la conquista della medaglia d'oro nell'inseguimento a squadre ai XX Giochi olimpici invernali di Torino 2006, insieme a Enrico Fabris, Ippolito Sanfratello e Stefano Donagrandi.
Dal 2014 è sposato con la pattinatrice olandese Marrit Leenstra.

## Palmarès

### Olimpiadi
- 1 medaglia:
  - 1 oro (inseguimento a squadre a Torino 2006)

### Campionati mondiali di pattinaggio di velocità - Distanza singola
- 2 medaglie:
  - 2 argenti (inseguimento a squadre a Inzell 2005; inseguimento a squadre a Nagano 2008)

## Onorificenze

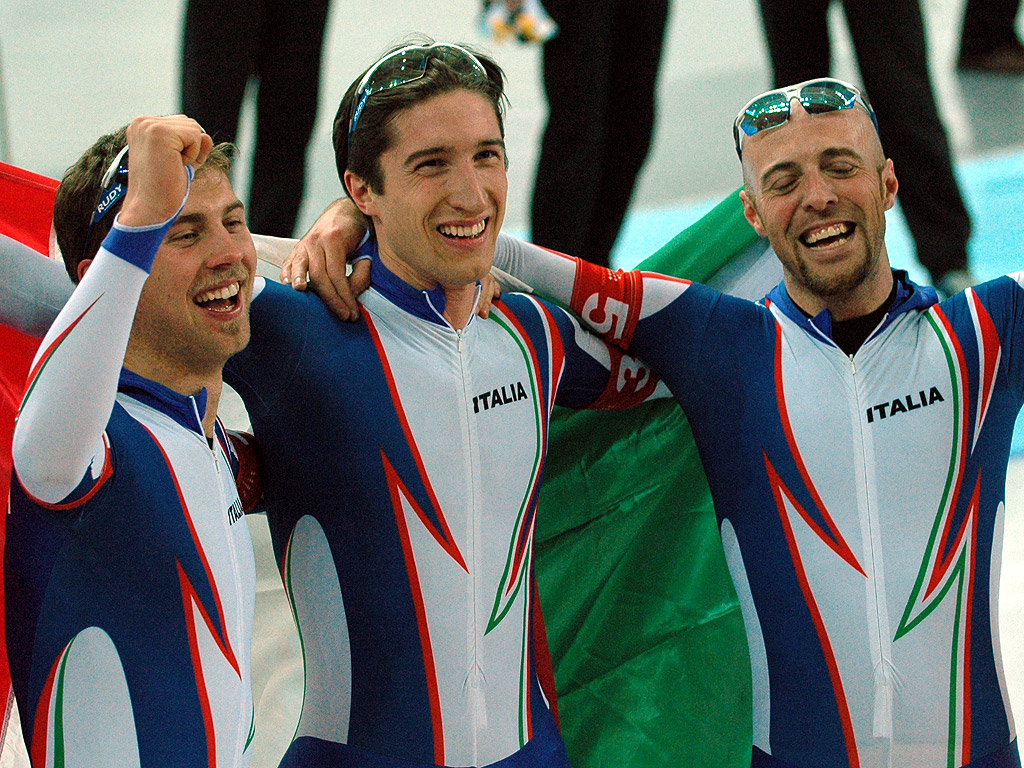
Anesi (a sinistra) festeggia con Enrico Fabris (al centro) e Ippolito Sanfratello (a destra) la vittoria olimpica nell'inseguimento a squadre a